# Telex (gruppo musicale)
I Telex sono un gruppo musicale belga fondato a Bruxelles nel 1978 da Marc Moulin, Dan Lacksman e Michel Moers. Le loro canzoni spaziano tra il synth pop, l'electro e la techno.

## Storia
Inizialmente composero cover in versione disco music di svariate canzoni tra cui Twist à Saint-Tropez del gruppo francese Les Chats Sauvages, Rock Around the Clock (una delle prime canzoni rock), Ça plane pour moi di Plastic Bertrand e Dance to the Music degli Sly & the Family Stone. Solo in un secondo momento pubblicarono il loro album d'esordio, Looking for Saint Tropez, contenente il brano Moskow Diskow, che rese famoso il gruppo a livello internazionale. Fu pubblicato come 45 giri a livello internazionale dalla Sire Records insieme a una reinterpretazione del brano rock Rock Around the Clock, ottenendo un ottimo successo e entrando anche nella classifica Billboard statunitense nella Dance Club Songs. Il brano fu paragonato dalla critica alla produzione dei Kraftwerk e in particolar modo al brano Trans Europe Express di cui venne considerato una versione allegra e più ritmata. Nello stesso periodo, una versione in singolo di Rock Around the Clock entrò in classifica nella Official Chart del Regno Unito.
La popolarità acquisita portò il gruppo a partecipare all'Eurovision Song Contest in rappresentanza del Belgio, accedendo alle finali con il brano Euro-vision, il cui titolo è un chiaro riferimento alla manifestazione canora europea. L'esibizione del brano, che fu tra i primi di musica elettronica entrati in concorso nella manifestazione, fu seguita da un lungo silenzio da parte del pubblico interrotto solo da pochi applausi, e la platea fu immortalata da Michel Moers, componente del gruppo che scattò una fotografia dal palco. Il brano non ottenne successo nella classifica finale del festival, piazzandosi alla diciassettesima posizione su diciannove partecipanti, ma come il precedente raggiunse una certa popolarità negli Stati Uniti d'America dove entrò nella classifica riservata ai brani di musica dance.
La Virgin Records, all'epoca etichetta discografica dei Telex, non apprezzò il loro insuccesso e cercò di farli passare al genere New romantic. Nemmeno l'autoironia che espressero nei brani del secondo album, Neurovision, come We Are All Getting Old, li aiutò a risollevarsi. Nel loro terzo album, Sex, i Telex contattarono la band statunitense Sparks per avere un aiuto nella composizione dei testi da parte di Russell e Ron Mael. Tuttavia si rifiutarono di suonare dal vivo, preferendo restare anonimi (pratica ormai comune tra gli artisti techno, ma inusuale nel 1981). Nel 1984 pubblicarono il loro quarto album, Wonderful World.
Nel 1986  firmarono un contratto con l'Atlantic Records e pubblicarono il quinto album, Looney Tunes. Poiché molti altri gruppi si erano ormai ispirati alle loro musicalità iniziali, lo composero attraverso il campionamento e tempi più ritmati; ciononostante, l'album non ebbe alcun successo commerciale. L'anno successivo rivisitarono tutti i loro vecchi brani, remixandoli in chiave house. Il risultato di questo lavoro fu Les Rhythmes Automatiques, che finì presto nell'oblio, ma diede allo stesso tempo ispirazione ai Kraftwerk per il loro album The Mix nel 1991.
Per circa dieci anni, il gruppo interruppe la produzione musicale dedicandosi a progetti solisti. Marc Moulin divenne un jazzista di fama mondiale incidendo album per la Blue Note, Dan Lacksman è stato artefice di progetti come "Pangea" e "Deep Forest" e insieme a Moulin produsse e scrisse per la giovanissima cantante Lio, oltre a collaborare con i Camouflage ed altri artisti della scena elettronica. Michel Moers incise nel 1990 l'album Fishing le kiss con molti richiami (citati anche nei ringraziamenti) ai Kraftwerk e agli stessi Telex. Riapparirono sotto il nome "Telex" alla fine degli anni novanta, con la realizzazione di due album di remix intitolati I Don't Like Music e I (Still) Don't Like Music: Remixes Vol. 2.
Nel 2006 tornarono in attività con il sesto album in studio, How Do You Dance, pubblicato dalla EMI e comprendente cinque brani originali e cinque cover, tra cui quella di On the Road Again dei Canned Heat. Si trattò del primo disco entrato nella classifica belga degli album più venduti. Nello stesso periodo hanno realizzato remix di altre canzoni, tra cui A Pain that I'm Used To dei Depeche Mode e Minimal dei Pet Shop Boys.
Il 26 settembre 2008, Marc Moulin muore per un cancro alla gola, avvenimento seguito nel giugno 2009 dalla pubblicazione di Ultimate Best Of, una raccolta dei loro brani più rappresentativi, accompagnata da un comunicato che lascia intendere una probabile fine di nuove produzioni.
(Dan Lacksman & Michel Moers - dal sito ufficiale della band)
Nel 2023 i Telex hanno pubblicato per l'etichetta discografica Mute un cofanetto contenente i loro sei album in studi in versione rimasterizzata.

## Discografia

### Album in studio
- 1979 – Looking For St. Tropez
- 1980 – Neurovision
- 1981 – Sex
- 1984 – Wonderful World
- 1986 – Looney Tunes
- 2006 – How Do You Dance?

### Raccolte
- 1993 – Belgium... One Point
- 1994 – Is Release A Humour? - We Love Telex
- 2009 – Ultimate Best Of
- 2021 - This Is Telex
- 2023 - Telex

### Remix
- 1989 – Les Rhythmes Automatiques
- 1998 – I Don't Like Music
- 1998 – I Don't Like Remixes: Original Classics 78-86
- 1999 – I (Still) Don't Like Music Remixes Vol. 2